# زیانگ
زیانگ (به لاتین: Ziyang) یک شهر مرکزی در جمهوری خلق چین است که در سیچوآن واقع شده‌است.

## خصوصیات
زیانگ ۷٬۹۶۲ کیلومترمربع مساحت و ۴٬۸۷۰٬۰۰۰ نفر جمعیت دارد.